# Rally de Madeira de 2012
El Rally de Madeira de 2012, oficialmente 53.º Rali Vinho da Madeira 2012, fue la 53.ª edición, la séptima ronda de la temporada 2012 del Campeonato de Europa de Rally y la quinta ronda del campeonato portugués. Se celebró entre el 27 y el 29 de julio y contó con un itinerario de diecinueve tramos sobre asfalto que sumaban un total de 250,06 km cronometrados.

## Clasificación final
| Pos. | Piloto            | Copiloto                | Automóvil                  | Tiempo    | Diferencia | Puntos |
| ---- | ----------------- | ----------------------- | -------------------------- | --------- | ---------- | ------ |
| 1.   | Bruno Magalhães   | Nuno Rodrigues da Silva | Peugeot 207 S2000          | 2:39:41.8 | 0.0        |        |
| 2.   | Vítor Sá          | Pedro Calado            | Peugeot 207 S2000          | 2:39:54.4 | +12.6      |        |
| 3.   | João Magalhães    | Jorge Pereira           | Mitsubishi Lancer Evo X R4 | 2:44:21.1 | +4:39.3    |        |
| 4.   | Ricardo Moura     | António Costa           | Mitsubishi Lancer Evo IX   | 2:46:24.5 | +6:42.7    |        |
| 5.   | Miguel Nunes      | Victor Calado           | Mitsubishi Lancer Evo X    | 2:48:12.3 | +8:30.5    |        |
| 6.   | Duarte Ramos      | Luís Ramos              | Mitsubishi Lancer Evo IX   | 2:48:38.1 | +8:56.3    |        |
| 7.   | Juho Hänninen     | Mikko Markkula          | Škoda Fabia S2000          | 2:52:42.4 | +13:00.6   |        |
| 8.   | André Silva       | Jorge Gonçalves         | Citroën C2                 | 2:56:51.2 | +17:09.4   |        |
| 9.   | Ana Sofia Correia | Rui Rodrigues           | Citroën C2                 | 2:57:15.9 | +17:34.1   |        |
| 10.  | Décio Aguiar      | Deodato Freitas         | Citroën C2                 | 2:58:20.0 | +18:38.2   |        |

| Predecesor: Bósforo 2012 | ERC 2012 | Sucesor: Zlín 2012 |